# Liste der Kulturdenkmäler in Budenbach
In der Liste der Kulturdenkmäler in Budenbach sind alle Kulturdenkmäler der rheinland-pfälzischen Ortsgemeinde Budenbach aufgeführt. Grundlage ist die Denkmalliste des Landes Rheinland-Pfalz (Stand: 27. Oktober 2023).

## Einzeldenkmäler
| Bezeichnung    | Lage                                                 | Baujahr         | Beschreibung                                                  | Bild            |
| -------------- | ---------------------------------------------------- | --------------- | ------------------------------------------------------------- | --------------- |
| Friedhofskreuz | nördlich des Ortes an der K 41 auf dem Friedhof Lage |                 | maßwerkverziertes Sandsteinkreuz                              | BW              |
| Kriegerdenkmal | nördlich des Ortes an der K 41 auf dem Friedhof Lage | 20. Jahrhundert | Pylon mit dem Relief eines knienden Soldaten, 20. Jahrhundert | Fotos hochladen |